# Noemi Gifuni
Noemi Gifuni (Firenze, 6 dicembre 1936) è una doppiatrice e direttrice del doppiaggio italiana.

## Biografia
Nata a Firenze, studia pianoforte fin da bambina e muove i suoi primi passi recitando con il Teatro delle Fiabe presso il Comunale di Firenze.
Dopo la maturità classica frequenta l'Accademia di Petro Sharoff a Roma, dove si diploma. Inizia a recitare con la compagnia Pilotto-Carli al Piccolo Eliseo e successivamente nelle compagnie Foà-Massari e Foà-Malfatti, recitando in Rashomon, nel quale aveva il ruolo di una medium. Terminata la tournée con Foà, vince un provino di doppiaggio per il film di Vittorio De Sica Miracolo a Milano.
Negli anni settanta entra come socia prima nella Cooperativa Italiana Doppiatori (CID), Cooperativa Doppiatori Cinematografici (CDC) e poi nella Società Attori Sincronizzatori (SAS).
Nel 1976 è la voce di Maya, il personaggio interpretato da Catherine Schell nella seconda serie del telefilm Spazio 1999. 
Negli anni novanta, insieme ad altri sei soci, fonda la LaBiBi.it. Con la società doppia e dirige il doppiaggio di numerosi film: Inseparabili di David Cronenberg, Strada senza ritorno di Samuel Fuller e molti altri.
Lascia la società nel 2010 come socia continuando la collaborazione da esterna.
È zia dell'attore Fabrizio Gifuni.

## Doppiaggio

### Cinema
- Ingrid Thulin in Il rito, Corruzione in una famiglia svedese - Una manciata d'amore, Salon Kitty
- Anne Bancroft in Zoo di vetro, Ritorno a casa
- Monica Bleibtreu in Bibi, piccola strega, Bibi, piccola strega 2
- Jacqueline Bisset in Assassinio sul ponte
- Leslie Caron in Valentino, Il padre di famiglia
- Jeanne Moreau in I love you, I love you not
- Stéphane Audran in Plaisir d'amour, ...e poi non ne rimase nessuno
- Valerie Perrine in Gli altri giorni del Condor
- Raquel Welch in Spara forte, più forte... non capisco!
- Kim Novak in Gigolò
- Romy Schneider in La banchiera
- Brenda Fricker in Il mio piede sinistro
- Angela Lansbury in Lo stato dell'Unione (ridoppiaggio)
- Annie Girardot in Colpo di coda
- Anita Ekberg in Cattive ragazze
- Fanny Ardant in L'amour à mort
- Bonnie Leaders in Buffalo Bill e gli indiani
- Elizabeth Ashley in Coma profondo
- Jean Marsh in Delitto di stato
- Annie Ross in La casa 4
- Olga Baclanova in Freaks
- Tamara Dobson in Cleopatra Jones: licenza di uccidere
- Michèle Mercier in La pupa
- Bibi Andersson in Il sogno di Laura
- Françoise Fabian in Natale in casa d'appuntamento
- Karin Schubert in Il bacio di una morta
- Pat Thomson in Ballroom - Gara di ballo
- Sylvia Miles in Hello Denise
- Martine Brochard in La governante, Il fidanzamento
- Corinne Cléry in Moscacieca
- Yvonne Furneaux in In nome del popolo italiano
- Nina Van Pallandt in Un matrimonio
- Simone Signoret in Swiss tour
- Ingrid Schoeller in 00-2 agenti segretissimi
- Edwige Fenech in Grazie... nonna, La pretora
- Barbara Bouchet in Il debito coniugale
- Claudia Cardinale in Ruba al prossimo tuo, Amici e nemici
- Rossana Podestà in Sette uomini d'oro
- Senta Berger in La congiura di Fiesco
- Valeria Moriconi in Ultimatum alla vita
- Rosanna Schiaffino in Sette contro la morte
- Marisa Merlini in Il giudizio universale

### Televisione
- Mónica Galán in Dance! La forza della passione
- Charlotte Rae in L'albero delle mele
- Dora Baret in Dagli Appennini alle Ande
- Catherine Schell in Spazio 1999
- Betty Phillips in La nuova famiglia Addams
- Nancy Marchand in I Soprano

### Serie animate
- Kaoruko Hanasaki in HeartCatch Pretty Cure!
- Raflesia in Capitan Harlock
- Strega Medessa in La spada di King Arthur
- Nonna Pookie in Hey, Arnold!